# Яворово (Старозагорська область)
Я́ворово (болг. Яворово) — село в Старозагорській області Болгарії. Входить до складу общини Чирпан.

## Населення
За даними перепису населення 2011 року у селі проживали 318 осіб, усі — болгари.
Розподіл населення за віком у 2011 році:
Динаміка населення: